# Val Rezzo

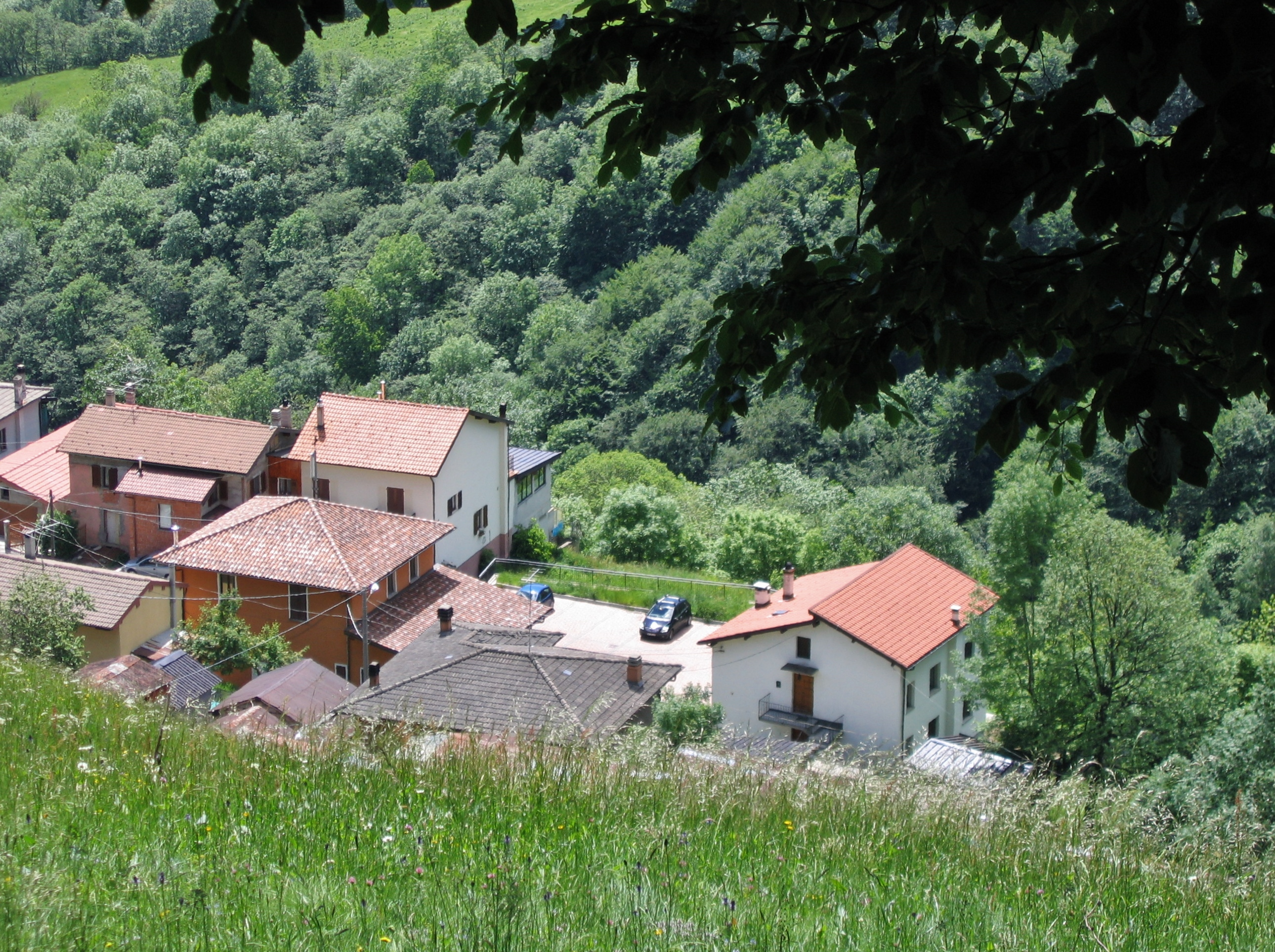
Buggiolo

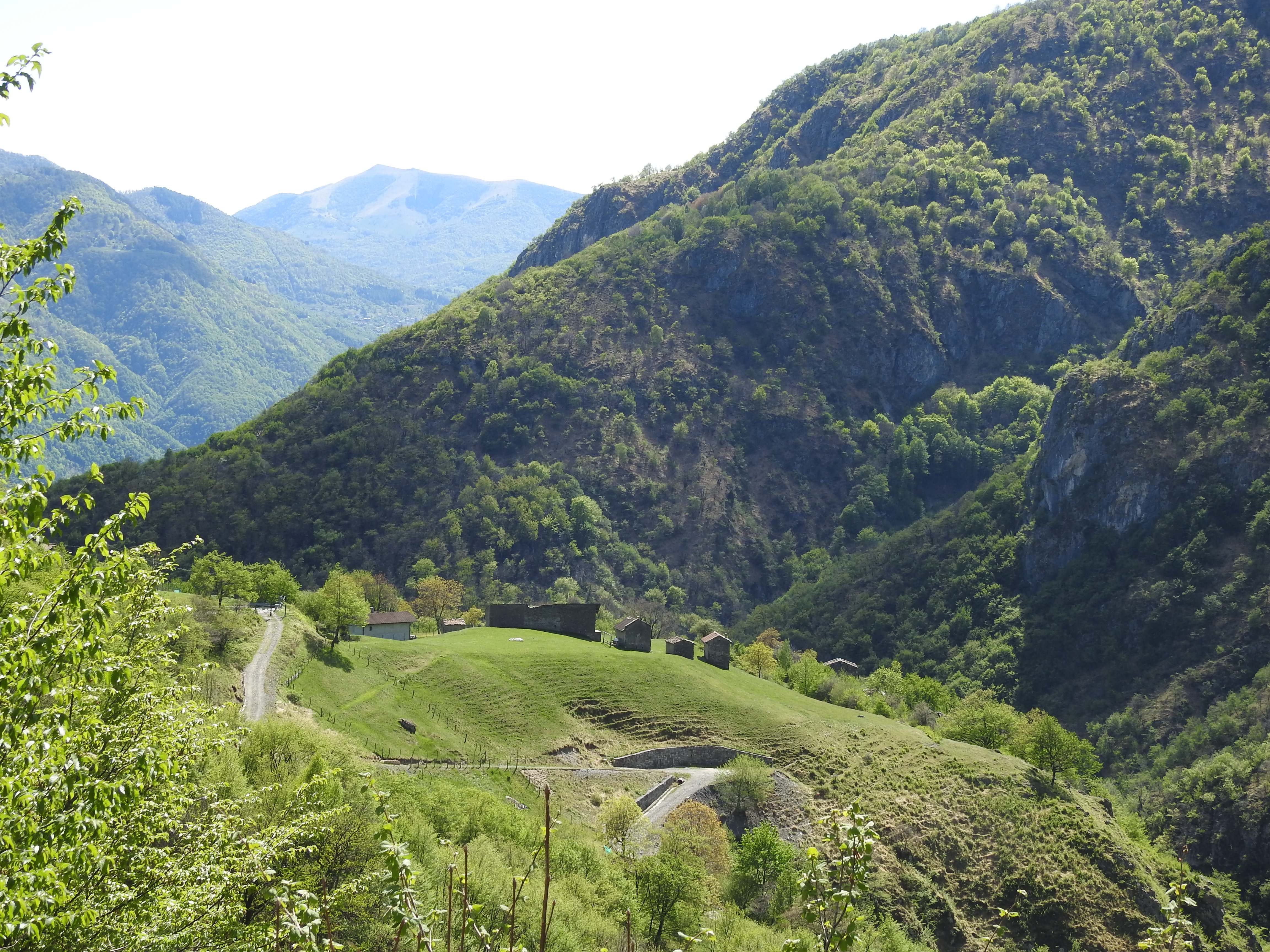
Val Rezzo gegen Süden

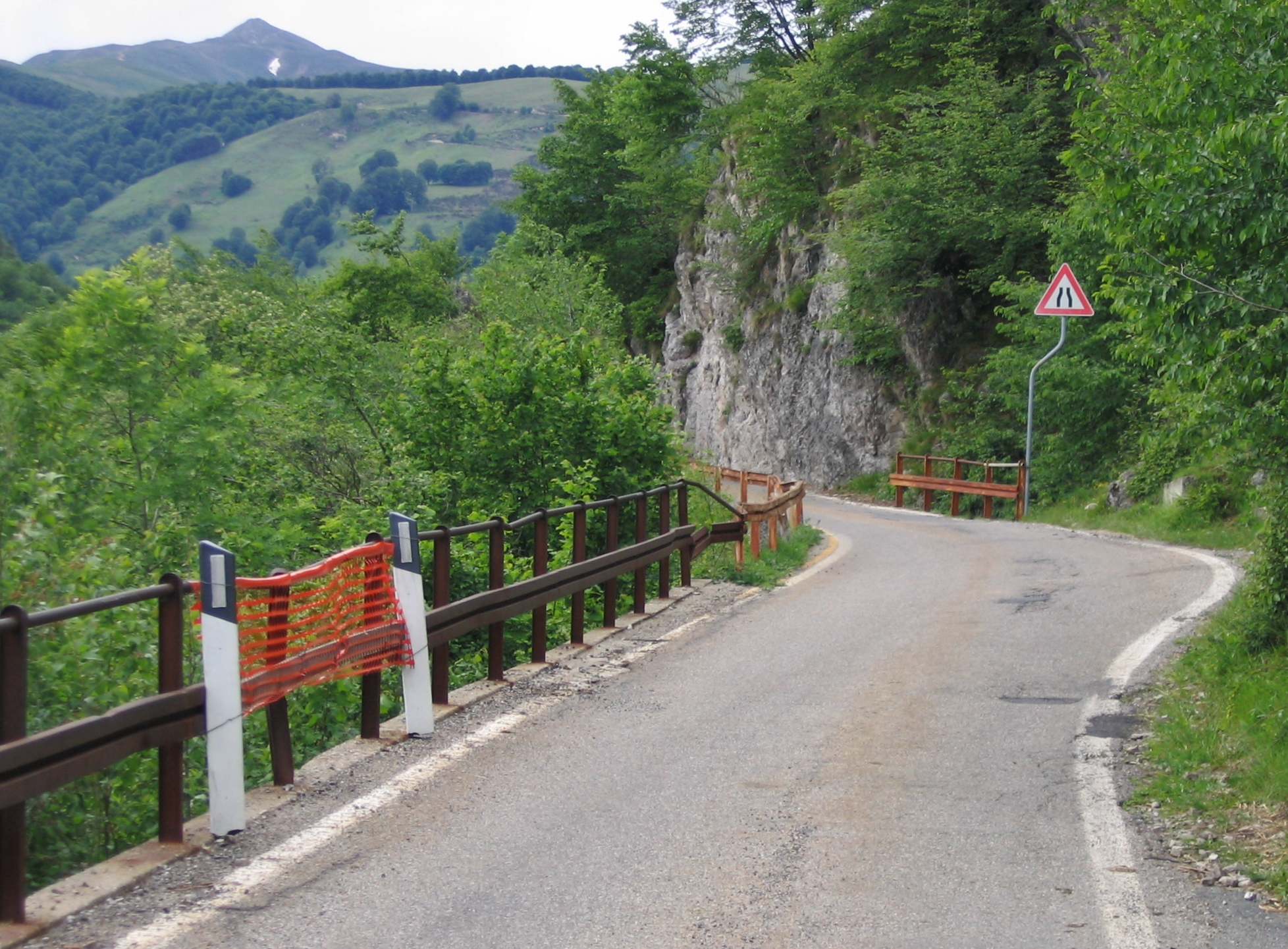
Enge Straße in Val Rezzo

Val Rezzo ist eine norditalienische Gemeinde in der italienischen Provinz Como in der Region Lombardei.

## Lage und Einwohner
Die Gemeinde Val Rezzo liegt rund 50 Kilometer nördlich von der Provinzhauptstadt Como an der Strada provinciale 11 zwischen Cavargna und Corrido und bedeckt eine Fläche von 6,61 km². Hauptort der Gemeinde ist Buggiolo. Mit den beiden anderen Fraktionen Seghebbia und Nandres hat die Gemeinde 166 Einwohner (Stand 31. Dezember 2023).
Die Nachbargemeinden sind Bogno (CH-TI), Carlazzo, Cavargna, Certara (CH-TI), Cimadera (CH-TI), Corrido, Porlezza, San Nazzaro Val Cavargna und Valsolda.

### Bevölkerungsentwicklung
Hatte Buggiolo im Jahr 1861 – dem Jahr der Ausrufung des Königreichs Italien – 153 Einwohner, so sind es heute 166 (2023). Hundert Jahre (1921) vorher hatte die Gemeinde fast doppelt soviele Einwohner.
- Fusion mit Corrido im Jahr 1812

## Geschichte
Bùggiolo (Buggioeu im Comer Dialekt, AFI: [byˈdʒøː]) war eine kleine Ortschaft antiken Ursprungs, die historisch zur Pfarrei Porlezza gehörte und Teil des mailändischen Territoriums war.
Im Rahmen der Reform der österreichischen Lombardei wurde Buggiolo 1786 der Provinz Como zugeordnet, kehrte aber 1791 in die Provinz Mailand zurück.
Während der napoleonischen Ära wurde 1807 die Gemeinde Seghebbia mit der Gemeinde Buggiolo zusammengelegt, aber nur fünf Jahre später, 1812, wurde auch die Gemeinde Buggiolo aufgelöst und mit Corrido zusammengelegt. 1816, nach der Gründung des Königreich Lombardo-Venetien, erhielten alle Zentren ihre Autonomie zurück.
Die Gemeinde Val Rezzo entstand 1928 aus dem Zusammenschluss der Gemeinden Buggiolo und Seghebbia. Ursprünglich hieß die Gemeinde Rezzo Cavargna und erhielt 1929 ihren heutigen Namen, der sich vom gleichnamigen Tal ableitet.
Nach dem Zweiten Weltkrieg ist es ungewöhnlich, dass der Priester Nemesio Farina, der in den Jahren 1931 bis 1949 Pfarrer war, zum Bürgermeister gewählt wurde und auch Volksschullehrer war.

## Sehenswürdigkeiten
- Kirche Santa Maria Assunta im Ortsteil Buggiolo[2]
- Kirche San Rocco im Ortsteil Seghebbia[3]